# Georges Grosjean
Pour les articles homonymes, voir Grosjean.
Georges Grosjean, né le 23 juillet 1865 à Pontarlier et mort le 4 février 1934 à Paris 14e, est un homme politique français. 

## Biographie

### Jeunesse et études
Georges Grosjean est le fils d'un juge de paix, conseiller municipal de Pontarlier. Après avoir effectué ses études secondaires au lycée de Pontarlier, il est élève de l'École des sciences politiques, des facultés de droit, des lettres et de médecine de Paris.

### Parcours professionnel
Il devient attaché au cabinet du garde des Sceaux à l'âge de 24 ans. Pendant deux ans, il travaille à la direction des affaires criminelles et des grâces. En 1893, il est nommé chef de cabinet du ministre de la Justice Eugène Guérin.
A 24 ans, il est attaché au cabinet du garde des Sceaux. Il reste pendant deux ans à la direction des affaires criminelles et des grâces et devient, en 1893, chef de cabinet du ministre de la Justice, Eugène Guérin.
Il est ensuite nommé juge au tribunal de première instance de Versailles en 1893.
Il prend part à la fondation de la Ligue de la patrie française et collabore à divers journaux dont : L'Action française, La Liberté, L'Écho de Paris, L’Éclair.
Il est député du Doubs de 1902 à 1906. Il perd l'élection du 6 mai 1906 avec 6 105 voix contre 6 820 pour Adolphe Girod.  
Il était officier de l'instruction publique.

## Publications
- Révolution française (1887)
- La Question religieuse (1892)
- La France et la Russie pendant le Directoire (1896)
- L'École et la Patrie (1906)
- La politique rhénane de Vergennes (1925), prix Thérouanne de l’Académie française en 1926

## Sources
- « Georges Grosjean », dans le Dictionnaire des parlementaires français (1889-1940), sous la direction de Jean Jolly, PUF, 1960 [détail de l’édition]